# Les Mamelles
Les Mamelles sono uno dei 26 distretti delle Seychelles. Con un'estensione di 1,8 km2, il distretto comprende la parte più meridionale dell'isola di Mahé - la più grande dell'arcipelago africano - e ospita una popolazione complessiva di 2.352abitanti (censimento del 2002).
Il villaggio di Les Mamelles è il capoluogo di regione. 
Gemellato, per la medesima fonte di sostentamento con la Tenuta di Marinella di Sarzana : Agricoltura, pesca e turismo sono le attività economiche prevalenti.